# 2-я Алексеевская улица
2-я Алексе́евская улица — улица в Приморском районе Санкт-Петербурга. Проходит от Главной улицы до улицы Маршала Новикова. Пересечение с Репищевой улицей фактически отсутствует, таким образом 2-я Алексеевская улица разделена на два не связанных между собой участка.

## История
С 1789 года Коломяги принадлежали Сергею Саввичу Яковлеву, сыну Саввы Яковлева-Собакина, выходца из крестьян Осташковского уезда, разбогатевшего и выбившегося в купеческое сословие, а затем пожалованного Петром III в потомственное дворянство. Огромное наследство Саввы Яковлева досталось его жене и сыновьям, свою долю получил и младший сын — 20-летний Сергей. Скончался он в 1818 году, но раздел его земель между его дочерьми произошёл только в 1823 году. Непосредственно Коломяги были разделены по Безымянному ручью между Елизаветой Алексеевной Никитиной (дочерью умершей в 1817 году Елены Сергеевны и генерала Алексея Петровича Никитина, фактически владевшего деревней на правах опекуна своей дочери) и Екатериной Сергеевной Яковлевой, по мужу Авдулиной. От имени Алексея Николаевича Авдулина впоследствии и была названа 2-я Алексеевская улица.

## Транспорт
Ближайшая ко 2-й Алексеевской улице станция метро — «Удельная» 2-й (Московско-Петроградской) линии.

## Интересные факты
- 2-я Алексеевская улица находится во «второй половине», доставшейся Никитиным, а 1-я Алексеевская — в бывшем владении Авдулиных, но названия улицам даны как раз наоборот (1-я Алексеевская улица названа по имени Алексея Петровича Никитина).
- В 1838 году (после смерти жены) А. Н. Авдулин продал свою половину Коломяг А. П. Никитину. Официально стоимость сделки составила 82 500 рублей. Но в 1920-х годах краевед П. Н. Лядов записал легенду, что в действительности Авдулин проиграл Никитину свою часть деревни в карты.